# 216형 잠수함
216형 잠수함은 독일 하데베사가 개발중인 4천톤급 디젤 잠수함이다. 호주 해군의 콜린스급 대체사업을 위해 제안되었다. 호주 해군은 1990년대 건조한 3천톤급 콜린스급 잠수함 6척을 대체하기 위한 신형 디젤 잠수함을 고려중이다.

## 같이 보기
- KSS-III
- 소류급 잠수함